# Nathaniel Hawthorne
Nathaniel Hawthorne (1804–1864) là một nhà văn nổi tiếng người Mỹ, được xem là người mở đầu cho nền "văn học có bản sắc Mỹ".

## Tiểu sử

### Thời niên thiếu
Nawathaniel Hawthorne sinh ngày 4 tháng 7 năm 1804 trong một gia đình Thanh giáo (Anh ngữ: Puritanism) ở thị trấn Salem, Massachusetts, Hoa Kỳ. Cha ông là một thuyền trưởng viễn dương, qua đời khi ông mới được 59 tuổi. Ông lớn lên dưới sự chăm sóc của bà mẹ, và hai mẹ con nương tựa vào nhau để an ủi và cảm thông nhau cho đến cuối cuộc đời của bà. Những người nổi tiếng đương thời với ông là Tổng thống Mỹ Abraham Lincoln, nhà văn và triết gia Henry David Thoreau, nhà văn Edgar Allan Poe...

### Sự nghiệp
Sau khi tốt nghiệp ở Đại học Bowdoin, tiểu bang Maine, vào năm 1824, Nathaniel Hawthorne bắt đầu theo đuổi văn chương cho đến 1836, với những tiểu phẩm lịch sử và tiểu thuyết vô danh gộp dưới tựa đề Fanshawe, đồng thời cũng làm biên tập và nhân viên kiểm hóa của hải quan.
Sự liên hệ ngày càng mật thiết với một nhóm trí thức đã khiến Nathaniel Hawthorne từ bỏ công việc hải quan để tham gia lối sống thử nghiệm không tưởng ở trang trại Brook, một cộng đồng sống theo những nguyên tắc tự lực cánh sinh và triết lý siêu việt (transcendentalism). Đấy là một phong trào thịnh hành trong thế kỷ 19, cổ suý mối liên hệ trực tiếp với thần linh qua cương vị cá nhân, thay cho tôn giáo được tổ chức có cơ cấu theo cộng đồng. Ý tưởng này được thể hiện trong tác phẩm The Scarlet Letter.

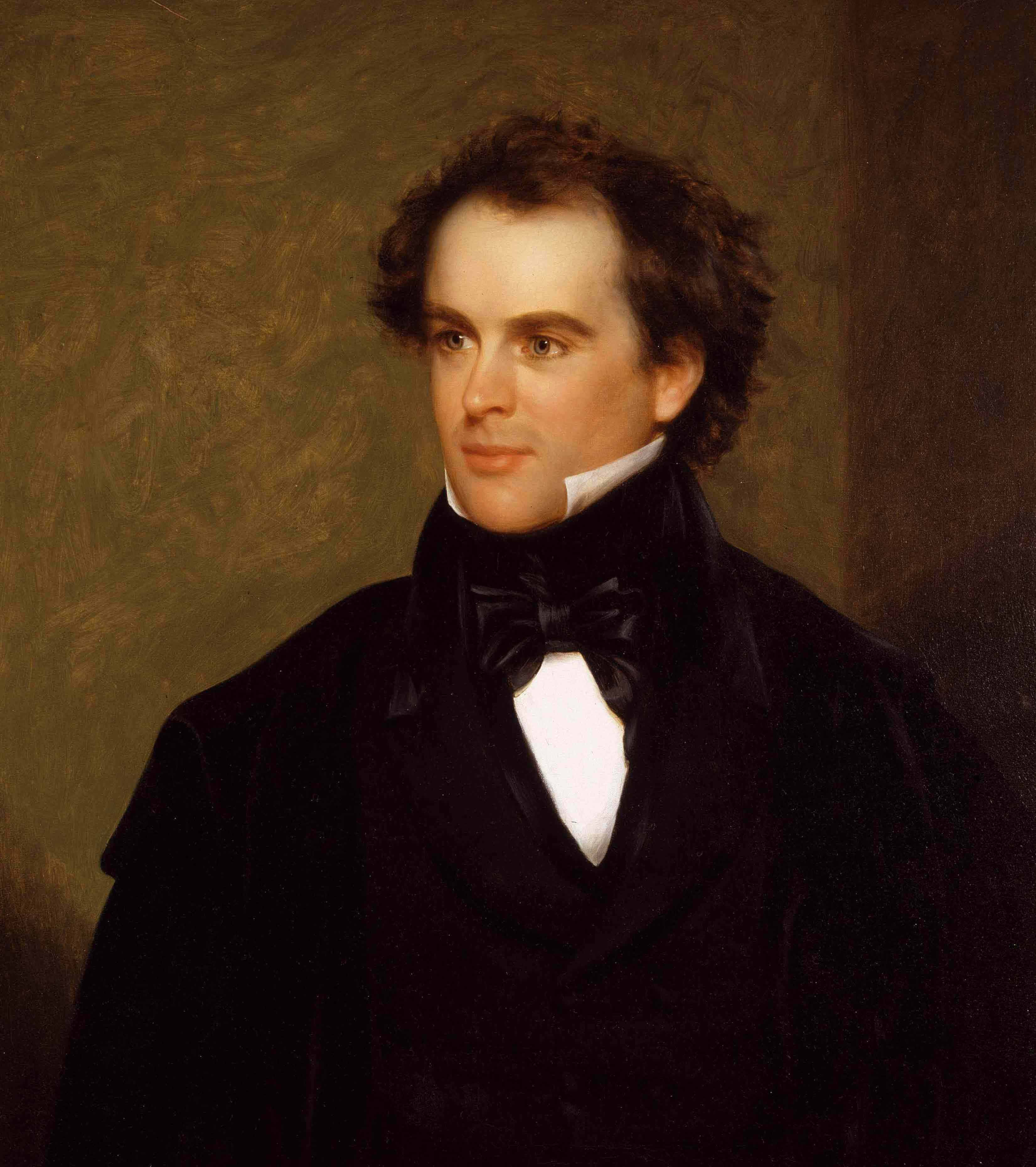
Nathaniel Hawthorne năm 1840

Vào năm 1842, sau khi kết hôn, Hawthorne dời về sống ở ngôi nhà được đặt tên là "The Old Manse" tại thị trấn Concord, Massachusetts. Bốn năm sau, ông xuất bản tập tiểu luận và truyện ngắn Mosses from an Old Manse, lập tức được giới văn học chú ý.
Năm 1846, Hawthorne trở lại với công việc kiểm hóa hải quan ở thị trấn bến cảng Salem, giống như nhân vật tự sự trong phần dẫn nhập của truyện The Scarlet Letter. Sau khi bị cho thôi việc do thay đổi đảng cầm quyền, vào năm 1850 ông cho xuất bản The Scarlet Letter, được đón tiếp nồng nhiệt tuy số độc giả thời ấy còn hạn chế. Những tiểu thuyết quan trọng kế tiếp gồm có The House of the Seven Gables (1851), The Blithedale Romance (1852), và The Marble Faun (1860).
Năm 1853, người bạn đồng môn thời đại học của Hawthorne, Franklin Pierce, giờ đã là tổng thống, cử ông vào chức vụ Lãnh sự Hoa Kỳ tại thành phố Liverpool, Anh quốc, trong 4 năm. Kế đến, ông sống ở Ý trong một năm rưỡi. 

### Cuối đời và cái chết
Hawthorne trở về nước ít lâu trước khi cuộc Nội chiến Hoa Kỳ (1861–1865) xảy ra, và qua đời ngày 19 tháng 5 năm 1864 tại Plymouth, New Hampshire trong một chuyến đi du lịch.
Một số tác phẩm được xuất bản sau khi ông mất, trong đó có tập bút ký của tác giả được vợ ông tổng hợp, sắp xếp lại và cho in.

## Đánh giá
Nathaniel Hawthorne đã đóng góp một phần đáng kể vào nền văn học Mỹ, nhờ đó "bản sắc Mỹ" được thể hiện một cách đặc thù, thoát khỏi các quy ước trong nền văn học của những di dân đến Mỹ nhưng vẫn chịu ảnh hưởng từ đất nước họ rời bỏ. Vào đầu thế kỷ 19, nước Hoa Kỳ non trẻ đối diện với một thách thức khó khăn là làm thế nào tạo dựng bản sắc riêng cho văn hóa của mình. Đến thời kỳ của tác giả, Hoa Kỳ càng muốn nỗ lực tự chứng tỏ sự độc lập về văn hóa để bổ túc cho nền độc lập chính trị. Những tác phẩm đầu tay của Hawthorne đã trình bày mối quan tâm đến những vấn đề đặc thù của đất nước Hoa Kỳ thời bấy giờ qua văn phong mới mẻ. Tính phổ cập và tinh tế trong kịch tính của các tác phẩm đã giúp tác giả có một vị trí vững chắc trong nền văn học Hoa Kỳ.

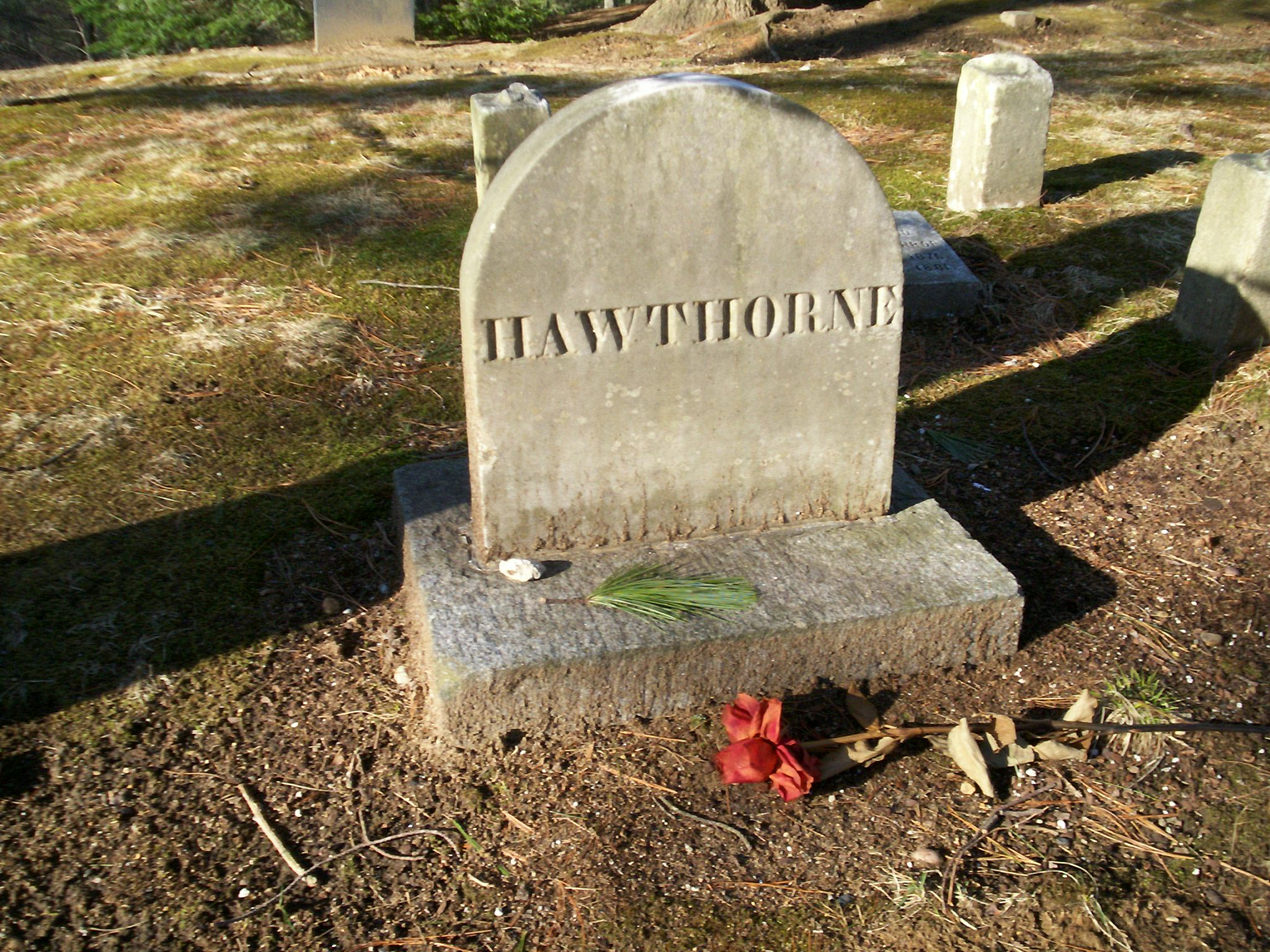
Phần mộ của Nathaniel Hawthorne

Với một khía nhìn tâm lý học hiện đại, Nathaniel Hawthorne đã đào sâu vào những động lực bí ẩn trong hành vi của con người, và những ý thức sai trái cùng khắc khoải mà ông tin là phát xuất từ tội lỗi phi nhân bản, đặc biệt là tội lỗi do định kiến của xã hội và tôn giáo gán ghép. Trong những suy ngẫm về tội lỗi, ông hướng theo truyền thống của Thanh giáo; nhưng trong quan niệm của ông về hệ lụy của tội lỗi, hoặc là hình phạt do thiếu nhân ái nhưng lại thừa định kiến, hoặc là sự phục hồi do lòng nhân ái và cứu rỗi, ông đã tách xa khỏi những điều mặc định của tổ tiên mình. Trong bối cảnh giáo hội luôn xen lấn nhiều vào công quyền, nhất là trong những phán xử pháp chế, việc này đã tạo cho ông tinh thần khoáng đãng để dựng nên bối cảnh và động thái của các nhân vật nhằm thể hiện một cách biểu trưng những đam mê, cảm xúc và day dứt trong tâm tư các nhân vật này, đồng thời vẽ nên "sự thật của con tim nhân loại" mà ông tin rằng bị ẩn khuất trong cuộc sống trần tục hàng ngày.
Được một số tác giả tôn vinh là "Shakespeare của Mỹ", Nathaniel Hawthorne là một trong những nhà văn Mỹ được tìm đọc nhiều nhất và được ưa thích nhất.

## Tác phẩm

### Tiểu thuyết
- Fanshawe (xuất bản khuyết danh, 1828)[1]
- Grandfather's Chair (1840)
- The Scarlet Letter (1850)
- Ngôi nhà có bảy đầu hồi (1851)
- The Blithedale Romance (1852)
- The Marble Faun (1860)
- The Dolliver Romance (1863)
- Septimius Felton; or, the Elixir of Life (1872)
- Doctor Grimshawe's Secret: A romance (1882)

## Tập truyện ngắn
- Twice-Told Tales (1837)
- Mosses from an Old Manse (1846)
- The Snow-Image, and Other Twice-Told Tales (1852)
- A Wonder-Book for Girls and Boys (1852)
- Tanglewood Tales (1853)
- The Dolliver Romance and Other Pieces (1876)
- The Great Stone Face and Other Tales of the White Mountains (1889)
- The Celestial Railroad and Other Short Stories

### Truyện ngắn
- My Kinsman, Major Molineux (1832)
- Young Goodman Brown 1835
- The Gray Champion (1835)
- The White Old Maid (1835)
- The Ambitious Guest (1835)
- The Minister's Black Veil (1836)
- The Man of Adamant (1837)
- The Maypole of Merry Mount (1837)
- The Great Carbuncle (1837)
- Dr. Heidegger's Experiment (1837)
- The Birth-Mark (1843)
- Egotism; or, The Bosom-Serpent (1843)
- The Artist of the Beautiful (1844)
- Rappaccini's Daughter (1844)
- P.'s Correspondence (1845)
- Ethan Brand (1850)
- Feathertop (1854)